# العلاقات الإماراتية التونسية
العلاقات الإماراتية التونسية تشير إلى العلاقات الثنائية بين الإمارات العربية المتحدة وتونس. كلا البلدين أعضاء في منظمة التعاون الإسلامي وجامعة الدول العربية.

## التاريخ
بدأت العلاقات الإماراتية التونسية رسميا في 14 يونيو 1972. كانت تونس حاضرة وممثلة بوزير خارجيتها لدى الإعلان عن قيام اتحاد دولة الإمارات العربية المتحدة في 2 ديسمبر 1971.

### فتور العلاقات منذ 2011
شهدت العلاقات الإماراتية التونسية انخفاضا وتوترا بعد الثورة التونسية في 2011، وخاصة مع وصول حركة النهضة الإسلامية للحكم. بلغ هذا التشنج ذروته في 27 سبتمبر 2013، عندما استدعت الإمارات سفيرها في تونس، ردا على تصريحات الرئيس التونسي المنصف المرزوقي في الدورة الثامنة والستون للجمعية العامة للأمم المتحدة التي طالب فيها بإطلاق سراح الرئيس المصري المعزول محمد مرسي أثناء انقلاب 2013.
أزمة 2017
في 22 ديسمبر، قررت شركة طيران الإمارات منع النساء التونسيات من ركوب طائراتها (حتى في حالة المرور فقط) لأسباب أمنية، الأمر الذي آثار موجة غضب شعبية وحزبية في تونس. كرد على هذا القرار، قررت رئاسة الحكومة التونسية ممثلة في وزارة النقل منع طيران الإمارات من دخول مطارات البلاد، إلى حين تمكن الشركة من إيجاد الحل المناسب لتشغيل رحلاتها طبقا للقوانين والمعاهدات الدولية. شهد هذا القرار الحكومي دعم شعبي واسع على وسائل التواصل الاجتماعي. في 25 ديسمبر، قال وزير الخارجية التونسي خميس الجهيناوي أن الإمارات قدمت اعتذارا، إلا أنه اشترط تقديم اعتذارٍ علني، وجاء ذلك بعد لقاء مع الرئيس الباجي قائد السبسي. 

في 3 يناير 2018، نشر الموقع الإخباري عربي 21 ما اعتبرها وثيقة سرية إماراتية تبين تقديرا للموقف وخطة تعامل رسمية مع الأزمة. في 4 يناير، أعلنت كل من وزارة الخارجية الإماراتية ووزارة النقل التونسية عن استئناف الرحلات الجوية لشركة طيران الإمارات بعد التوصل لاتفاق ملزم للشركة الإماراتية باحترام القوانين والمعاهدات الدولية.

## التمثيل الدبلوماسي
لدى الإمارات سفارة في تونس العاصمة، ولتونس سفارة في أبوظبي وقنصلية في دبي.

## مقالات ذات صلة
- علاقات تونس الخارجية
- علاقات الإمارات العربية المتحدة الخارجية

## روابط خارجية
- موقع سفارة الإمارات في تونس.